# 急流岩遊䲁
急流岩遊䲁（學名：Enneanectes exsul），為輻鰭魚綱䲁形目三鰭䲁科岩遊䲁屬的一個種，分布於東太平洋墨西哥海域，深度0至3公尺，本魚頭部寬闊，身體強健，眼上方有觸鬚，頸背上無觸鬚，頭頂和鰓蓋上緣有刺，上顎兩側沒有牙齒，側線2段，稍重疊，前部鱗片有孔14-16個，後鱗片有缺口，17-19個，體鱗粗糙，身體有5條褐色不規則條紋，尾根部有1條，頭部有大量棕色斑點，眼睛下方有幾條棕色條紋，尾鰭棕色，具有白色的基鰭橫帶和白色後緣，背鰭3個，背鰭硬棘15枚、背鰭軟條8-9枚、臀鰭硬棘2枚、臀鰭軟條15-16枚，體長可達3.2公分，成魚棲息在礁石區，雌魚產附著性卵在藻類築的巢，雄魚會守護卵，幼魚為浮游性，生活習性不明。